# Леопард-Марін
Леопард-Марін — офшорне газове родовище в Атлантичному океані за 145 км від узбережжя Габону.

## Загальний опис
Родовище відкрили у жовтні 2014 року свердловиною Leopard-1, спорудженою буровим судно Noble Globetrotter II в районі з глибиною моря 2110 метрів. При довжині 5063 метри вона сягнула підсольових відкладень та виявила газонасичений інтервал товщиною біля 200 метрів. Поклади виявлено у пісковиках, що відрізняє їх від багатих родовищ, знайдених в Бразилії у карбонатах (порівняння з цією країною викликане тим, що підсольові товщі по обидва боки океану формувались під час одного й того ж рифтогенезу в епоху ранньої крейди).
У другій половині 2015-го Noble Globetrotter II в районі з глибиною моря 1951 метр спорудило оціночну свердловину Leopard-2.
Родовище відноситься до ліцензійної ділянки, права на яку мають компанії Shell (75 %, оператор) та китайська CNOOC (25 %).
Через рік після спорудження свердловини представник Shell заявив, що в Леопард-Марін може знаходитись кілька трильйонів кубічних футів газу (1 трлн кубічних футів приблизно дорівнює 28 млрд м3).